# Racing de Casablanca
Racing de Casablanca is een Marokkaanse voetbalclub uit de stad Casablanca.

## Geschiedenis
De club werd in 1917 opgericht als Racing Athlétic Club de Casablanca. In 1945 en 1954 werd de club kampioen van de competitie, die toen nog georganiseerd werd door de Franse kolonisator. Nadat Marokko onafhankelijk werd startte in 1956 de huidige officiële competitie, waar Racing een van de zestien clubs was. Na een aantal jaren middenmoot werd de club in 1962 vicekampioen achter FAR Rabat. Twee jaar later kon de club echter de degradatie maar nipt vermijden, al werd de club een jaar later opnieuw vicekampioen, nu achter Maghreb Fez. Na opnieuw drie mindere plaatsen nam de club in 1969 de naam Association des Douanes Marocains (ADM) aan. Na opnieuw drie middelmatige noteringen werden ze in 1972 met één punt voorsprong op stadsrivaal Wydad landskampioen. Amper één jaar na de titel volgde een degradatie.
In de jaren tachtig nam de club opnieuw de oorspronkelijke naam aan, maar het zou tot 2000 duren vooraleer de club opnieuw haar opwachting zou maken in de hoogste klasse. Na één seizoen werd de club echter terug naar de tweede klasse verwezen. In 2017 werd de club vicekampioen en kon zo opnieuw naar de hoogste klasse promoveren.

## Erelijst
- Landskampioen
  - 1972
- Beker van Marokko
  - Winnaar:1968

Hassania Agadir · Chabab Rif Al Hoceima · Renaissance de Berkane · Racing de Casablanca · Raja Casablanca · Wydad Casablanca · Difaa El Jadida · CA Khénifra · Olympique Khouribga · Kawkab Marrakech · Rapide Oued Zem · FAR Rabat · FUS de Rabat · Olympique Safi · Ittihad Tanger · Moghreb Athletic Tétouan